# Jim Dunnigan
Jim Dunnigan, född 8 augusti, 1943 i Rockland County, New York, är en amerikansk företagare, militäranalytiker, författare och speldesigner.
Dunnigan är främst känd som mannen bakom Simulations Publications, Inc. (SPI), ett av de stora amerikanska konfliktspelföretagen under 1970-talet. Han började sin karriär inom konfliktspelsindustrin på Avalon Hill innan han grundade SPI 1969. Han har konstruerat över 100 konfliktspel, av vilka Jutland (1969) och klassikern PanzerBlitz (1970) kan nämnas.  En av anledningarna för Dunnigan att skapa SPI var att kunna ge ut tidskriften Strategy & Tactics. 